# بيرسي ويليامز بريجمان
 بيرسي ويليامز بريجمان  (بالإنجليزية: Percy Williams Bridgman)‏، ولد في كامبريدج (ماساتشوستس) بتاريخ 21 ابريل 1882, وتوفي في راندولف (نيو هامبشاير) بتاريخ 20 أغسطس 1961 هو فيزيائي أمريكي حائز على جائزة نوبل للفيزياء عام 1946 لعمله في مجال فيزياء الضغط العالي بعد كان قد تحصل على جائزة رومفورد في عام 1917.

## السيرة الذاتية
في 1910 درس الفيزياء في جامعة هارفارد، أي بدأ التدريس بها عام 1919. وكان قد بدأ منذ عام1905 البحوث حول بعض الظواهر تحت الضغط. بسبب عطل في آلاته المخبرية اضطر إلى تعديله وكانت النتيجة اختراع نوع جديد من آلة الضغط للحصول على أكثر من 100.000 كغ/سم² (10جيغا باسكال). مما أعطى تحسنا كبيرا للأنظمة السابقة التي لم تمكن قادرة للوصول على ضغط لا يزيد عن 3000 كغ/سم² (0.3 جيغا باسكال). كما أنه خلق وصلة بريجمان.

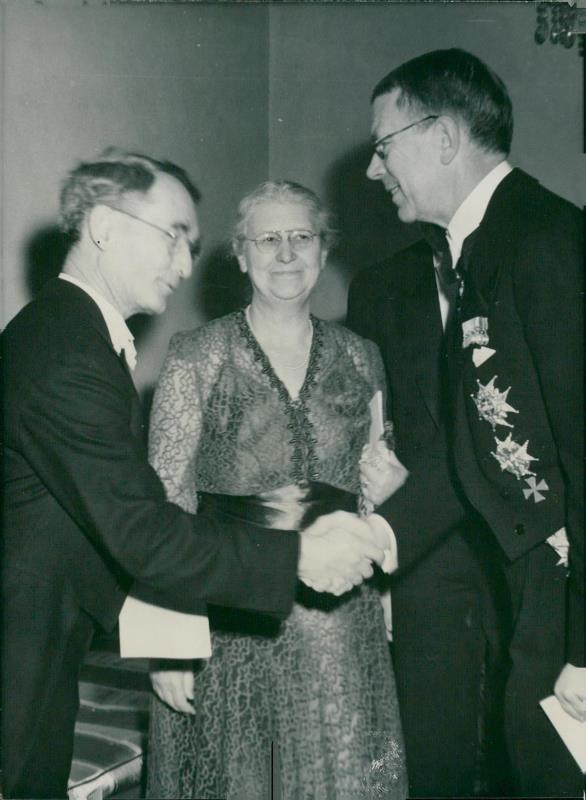
بريدجمان مع زوجته وغوستاف السادس أدولف من السويد في ستوكهولم عام 1946

مع هذا الجهاز الجديد، أجريت العديد من البحوث الجديدة، بما في ذلك تأثير الضغوط على المقاومة الكهربائية والحالات السائلة والصلبة تحت ضغط. كما أن بريجمان معروف بدراساته في التوصيل الكهربائي وخصائص المعادن والبلورات وكذلك كتاباته في فلسفة العلوم. أصبح عضوا شرفيا للالجمعية الملكية عام 1949.

## أهم الأعمال
- منطق الفيزياء الحديثة 1927
- طبيعة النظرية الفيزيائية  1936.

## روابط خارجية
- بيرسي ويليامز بريجمان على موقع الموسوعة البريطانية (الإنجليزية)
- بيرسي ويليامز بريجمان على موقع مونزينجر (الألمانية)
- بيرسي ويليامز بريجمان على موقع إن إن دي بي (الإنجليزية)